# Shanshan Feng
Dans ce nom chinois, le nom de famille, Feng, précède le nom personnel.
Shanshan Feng (chinois : 冯珊珊 ; pinyin : Féng Shān Shān), née le 5 août 1989 à Canton (Chine), est une golfeuse professionnelle chinoise. Première joueuse chinoise à jouer dans la Ladies Professional Golf Association en 2008, elle a remporté neuf tournois sur le circuit dont le LPGA Championship en 2012, un tournoi majeur. Première athlète chinoise à remporter un tournoi majeur, elle est également médaillée de bronze aux Jeux olympiques d'été de 2016 à Rio de Janeiro.

## Carrière

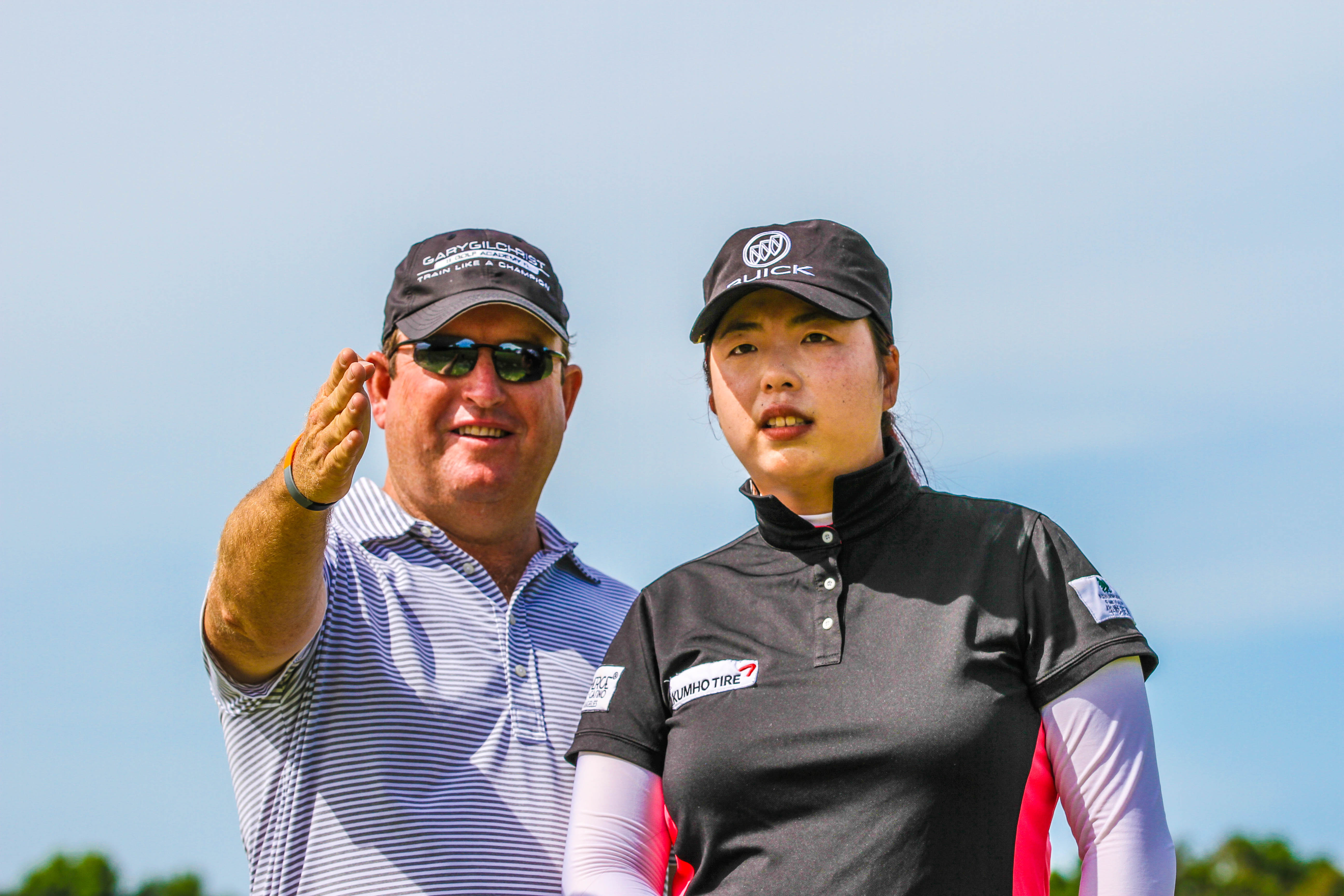
Gary Gilchrist et Shanshan Feng à l'entraînement en 2013.

Shanshan Feng commence à jouer au golf avec son père, qui travaille à la direction des sports chinoise, à l'âge de 10 ans. Après les cours, elle s'entraîne tous les soirs deux heures et se déplace sur les parcours locaux tous les week-ends. En 2004, elle remporte le China Junior Championship et le China Junior Open. Elle remporte trois saisons de suite le China Amateur. Lycéenne, elle est repérée par un agent lors d'un tournoi en Chine. Peu de temps après, elle rencontre l'entraîneur Gary Gilchrist qui est impressionné par son jeu. Ce dernier l'invite dans son académie de golf à Hilton Head en Caroline du Sud à la fin de l'année 2007, lui proposant une bourse universitaire. Sans savoir parler couramment anglais, Feng quitte son foyer familial pour s'installer aux États-Unis dans l'espoir de devenir golfeuse professionnelle. Six mois après son arrivée en Amérique, elle tente de se qualifier pour jouer sur le LPGA. En décembre 2008, elle devient la première joueuse chinoise à obtenir sa carte pour jouer dans le LPGA. Dans sa deuxième saison dans le circuit professionnel le plus réputé du golf féminine, elle manque neuf fois le cut, en difficulté au niveau du rythme de son geste.
La saison 2012 est celle de tous les succès pour Feng. En mars, elle devient la première joueuse chinoise à remporter un tournoi sur le Ladies European Tour puis la première à remporter un tournoi sur le LPGA après son succès lors du tournoi majeur du LPGA Championship,. Ce succès lui vaut un nouveau statut de vedette dans son pays natal.
Meilleure golfeuse chinoise, Shanshan Feng est qualifiée pour le tournoi de golf aux Jeux olympiques d'été de 2016. Elle y remporte la médaille de bronze. Feng apporte la première médaillé de l'histoire du golf chinois. Ce succès lui permet de développer son sport en Chine, notamment par une rencontre avec le Président Xi Jinping et la création d'une académie de golf à Guangzhou.
En novembre 2017, Shanshan Feng obtient la première place du classement mondial. Première golfeuse chinoise à être no 1 mondiale après ses victoires au Japan Classic. puis au Blue Bay, l'athlète de 28 ans déclare sa fierté de réaliser cet accomplissement,,.